# Kreuzkirche (Joachimsthal)

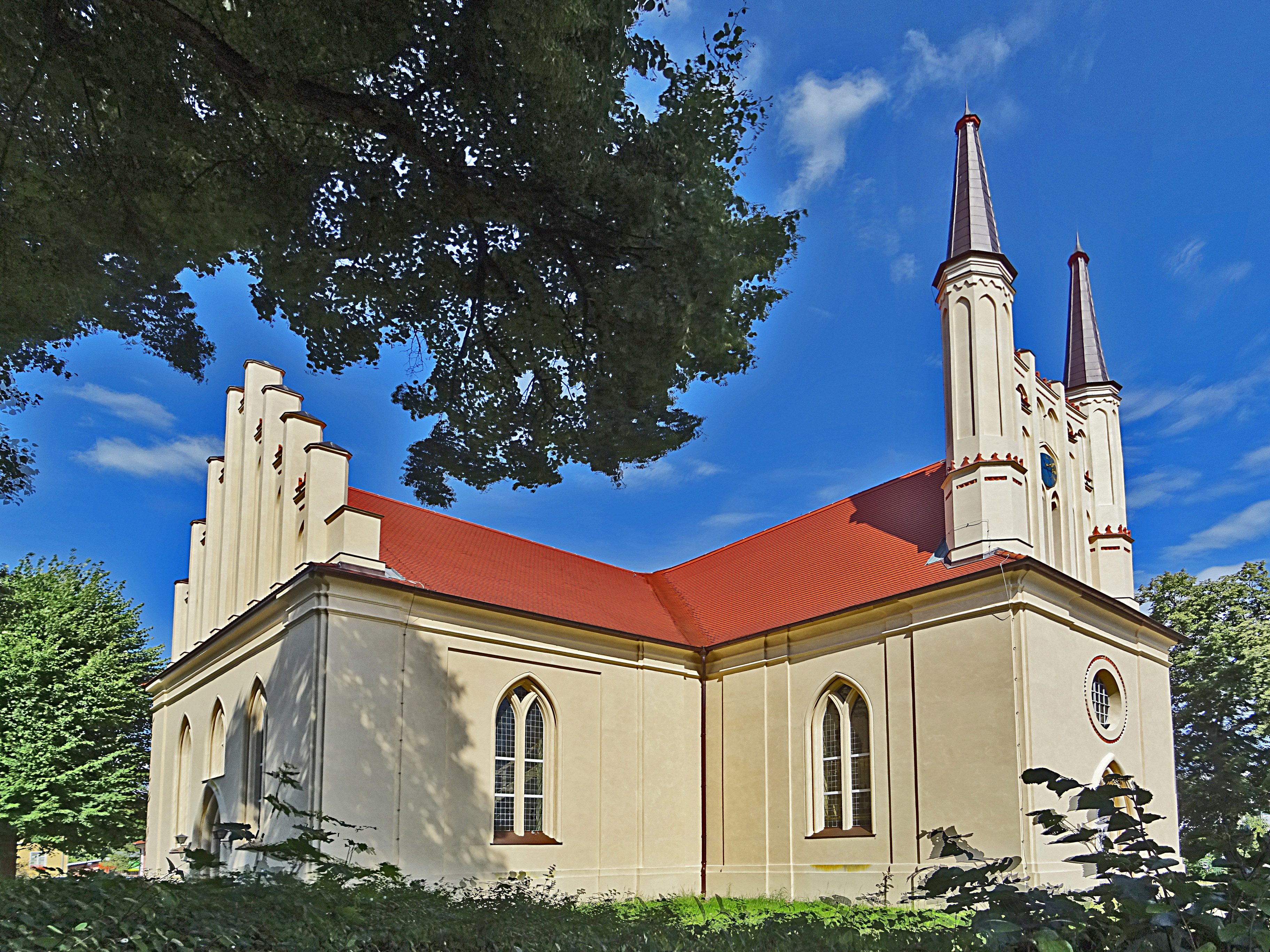
Südwestansicht mit Glockengiebel

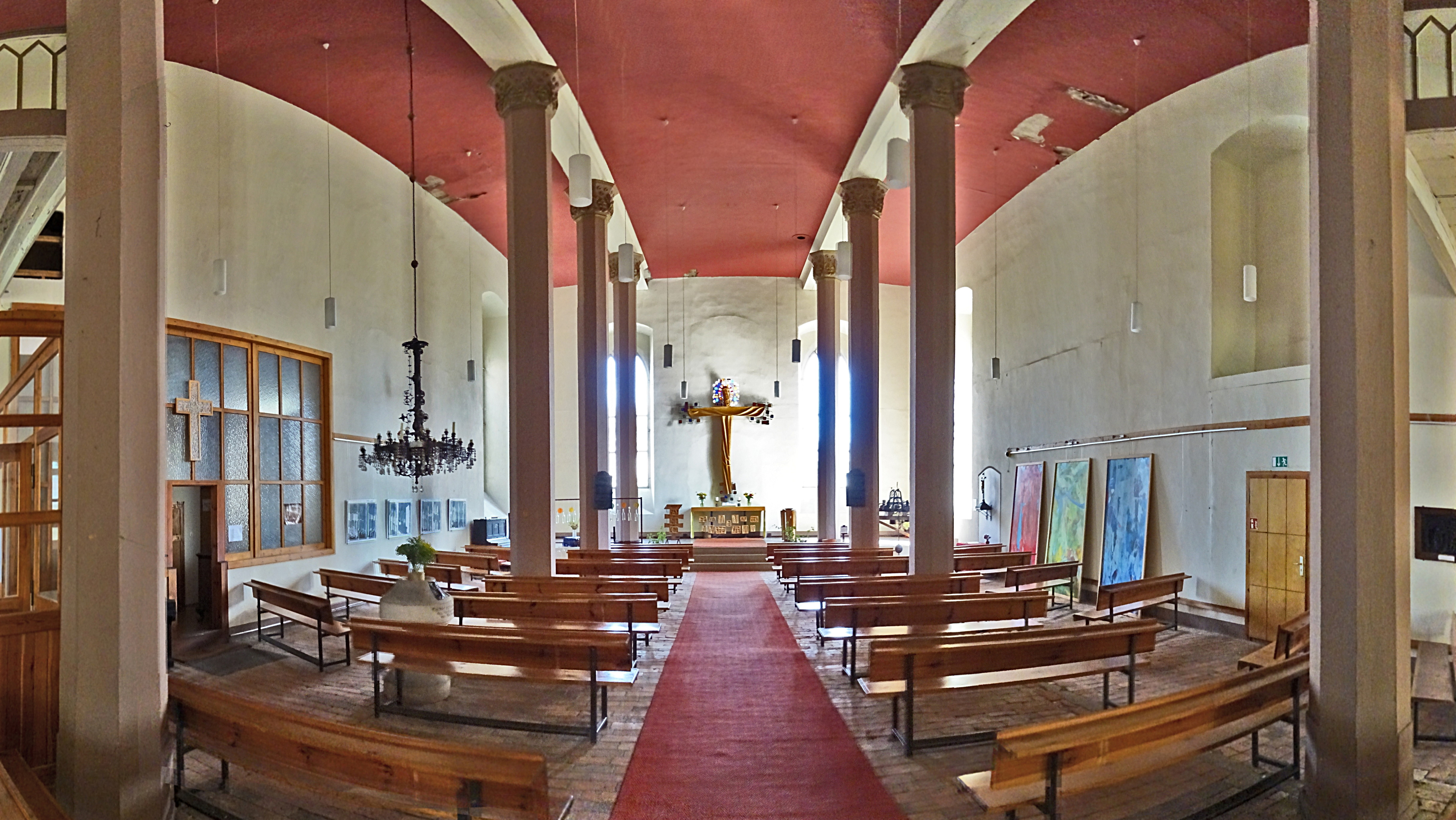
Innenansicht

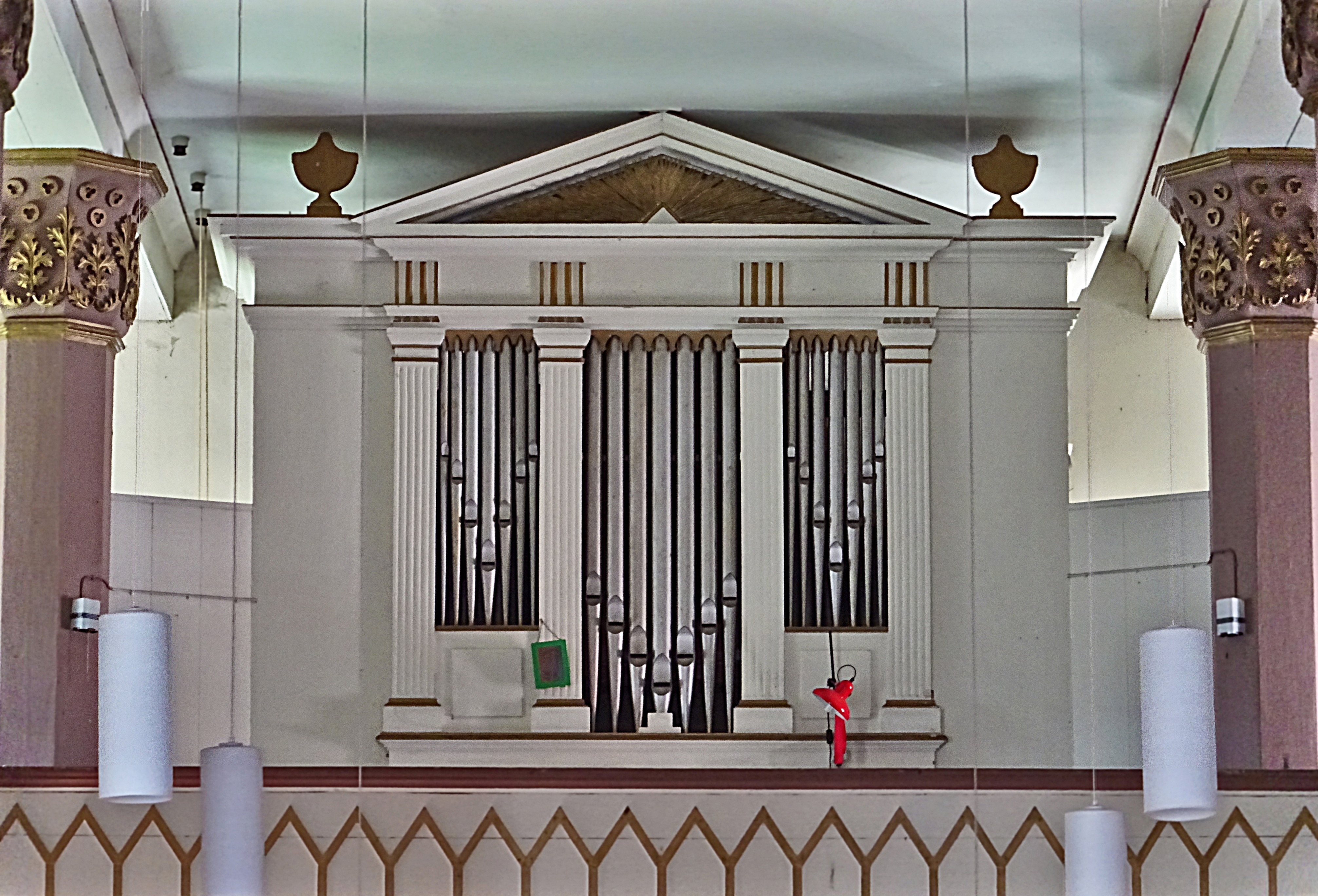
Die Orgel

Die Kreuzkirche oder Stadtkirche in Joachimsthal ist ein nachreformatorischer evangelischer Kirchenbau des 18. Jahrhunderts am bevorzugten Jagdplatz der Kurfürsten von Brandenburg. Die Kirche wird von der Evangelischen Kirchengemeinde Joachimsthal genutzt.

## Geschichte
Die Kirche wurde nach Plänen des brandenburgischen Bauinspektors Eichler in der Zeit von 1735 bis 1738 als klassizistischer Putzbau errichtet. Sie ersetzte den Vorgängerbau einer barocken Fachwerkkirche aus dem Jahr 1609. Die somit zweite Stadtkirche von Joachimsthal ist zunächst als Hallenquerbau entstanden. Bereits 1740 wurde vor die Mitte der Südseite der Kirche ein Kirchturm gesetzt. Durch diese Erweiterung erhielt die Kirche den kreuzförmigen Grundriss, nach dem sie heute einerseits benannt wird, andererseits als Kreuzkirche bautypisch eingeordnet wird.
Beim Stadtbrand vom 20. April 1814 wurde die Kirche schwer beschädigt und nach Plänen des preußischen Architekten Karl Friedrich Schinkel von 1817 bis 1820 wiederhergestellt. Dabei wurde der Baukörper dem Zeitgeschmack entsprechend neugotisch überformt. Hervorzuheben ist in diesem Zusammenhang der Verzicht auf den Kirchturm zugunsten des Glockengiebels zwischen zwei Ecktürmchen. Ein weiterer Umbau erfolgte zu DDR-Zeiten 1969/70: Der Kirchenraum erfuhr erstmals eine Ausrichtung auf Osten, weil der nördliche Kreuzarm als Winterkirche und der südliche Kreuzarm als Sakristei hergerichtet wurden.
Auf der hufeisenförmigen Empore befindet sich die Orgel mit ihrem klassizistischen Orgelprospekt, sie wurde 1820 von dem Orgelbauer Johann Tobias Turley aus Treuenbrietzen gebaut, 1909 allerdings von Albert Kienscherf stark verändert. Die weitere Ausstattung des Kirchenraumes wurde im Anschluss an die Umgestaltung des Innenraums von 1969 im Jahr 1974 von der Bildhauerin Elly-Viola Nahmmacher insgesamt neu geschaffen. Die Kreuzkirche wurde in der Zeit vor der Wiedervereinigung in den Jahren 1987–1990 restauriert.